# Експрес „Сънсет Лимитид“
Експрес „Сънсет Лимитид“ (на английски: The Sunset Limited) е американски филм от 2011 година, психологическа драма на режисьора Томи Лий Джоунс по сценарий на Кормак Маккарти, базиран на неговата едноименна пиеса.
В центъра на сюжета е силно религиозен бивш затворник, който случайно спасява самоубиец, след което води продължителен разговор с него, опитвайки се безуспешно да го разубеди от самоубийството. Главните роли се изпълняват от Самюъл Джаксън и Томи Лий Джоунс.